# Bulbophyllum brachychilum
Bulbophyllum brachychilum är en orkidéart som beskrevs av Rudolf Schlechter. Bulbophyllum brachychilum ingår i släktet Bulbophyllum och familjen orkidéer. Inga underarter finns listade i Catalogue of Life.